# کلیسای جامع برچین
کلیسای جامع برچین (انگلیسی: Brechin Cathedral) یک کلیسای پرسبیترینیست در برچین اسکاتلند است که قدمت آن به قرن سیزدهم میلادی می‌رسد. این کلیسا بر خلاف نامش یک کلیسای جامع و اسقف‌نشین نیست. معماری تیزه‌دار این بنا در شیوهٔ گوتیک شامل درهای ظریف، برج‌های عظیم مربعی، ستون‌های راهرو، و نورگیرها به شکل اصلی خود باقی مانده‌اند. شیشه‌های رنگی تالار آن از ظریف‌ترین نمونه‌های خود در اسکاتلند به‌شمار می‌روند. بازسازی‌های خطا در سال ۱۸۰۶ به شیوهٔ معماری بنا آسیب زد، ولی این کارها در بازسازی سال ۱۹۰۲ حذف و ترمیم شدند.
این بنا یک بنای فهرست‌شده و به‌همراه برج گرد ایرلندی آن یک بنای محافظت شده‌است.